# Satish Faugoo
Satish Faugoo est un homme politique mauricien. 
Il est membre du parti travailliste. Il a occupé les fonctions de ministre de l'Agro-industrie puis d'attorney general sous l'ancien régime de Navin Ramgoolam.